# T.120
T.120 es una serie de red multipunto de protocolos de comunicación para teleconferencia, videoconferencing, y ordenador-colaboración soportada. Proporciona, para la aplicación que comparte, charla on-line, el archivo que comparte, y otras funciones. Los protocolos están estandarizados por el Sector de Estandarización de la Telecomunicación (ITU-T).
El T.120 ha sido implementado en varios programas de colaboración de tiempo real, incluyendo WebEx y NetMeeting. IBM Sametime cambió de los protocolos de T.120 a HTTP(S) en versión 8.5.
El prefijo T designa la subcomisión de ITU que desarrolló el estándar, pero no es una abreviatura. El ITU (re)asigna estos prefija a comités en orden alfabético.
El estándar T.123 especifica que el T.120 usa protocolos de puerto de red 1503 cuando se comunica mediante TCP/IP.